# Machine de traction

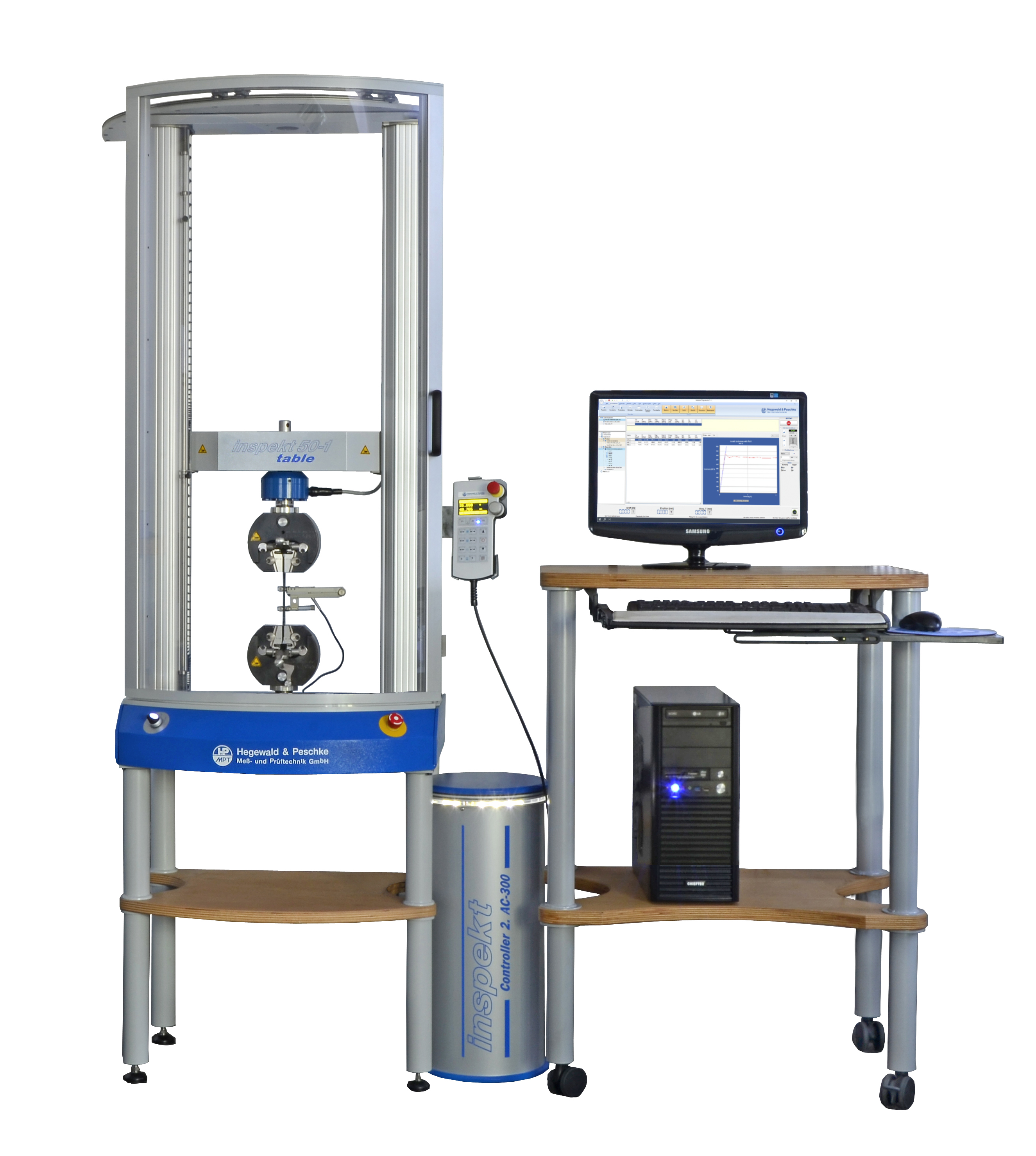
Machine d'essais avec PC et logiciel de test.

Une machine de traction (ou machine d'essais mécaniques ou encore machine d'essais universelle) est un appareil de laboratoire utilisé pour réaliser divers essais mécaniques, en général normalisés, sur des éprouvettes ou des pièces de matériau ayant éventuellement subi un vieillissement.

## Machine de traction classique
Une machine de traction classique est équipée d'un capteur de force interchangeable, fixé sur la traverse mobile ou sur la traverse basse, d'un capteur de déplacement, de deux attaches (mors) mobiles idéalement auto-serrantes pour réaliser un essai de traction et d'un enregistreur graphique. Dans le cas d'un bâti bicolonne, la traverse mobile est entraînée par deux vis latérales, actionnées par un motoréducteur à courant continu. La liaison entre les vis et le réducteur s'effectue en général par poulies et courroie crantée. La vitesse du mors mobile, en général constante, peut être réglée de 1 µm/min à 3 000 mm/min (valeur typique : 10 mm/min).
Le type de sollicitation, tel la traction uniaxiale, la traction-cisaillement, la compression ou la flexion trois points ou quatre points, dépend du porte-échantillon choisi et des dimensions de l'échantillon. Le montage peut être disposé dans une enceinte thermorégulée (disponible en option, pour essais à l'ambiante/chaud/froid) de −80 à 250 °C ; l'éprouvette de traction peut aussi être disposée dans un four ouvrant (en option, température maximale d'utilisation de 1 000 °C par exemple).
L'échelle de charges du capteur de force peut être de quelques millinewtons à plusieurs centaines de kilonewtons selon le type de produit examiné et le type de sollicitation.
Une contrainte (ex. : de rupture en traction-cisaillement) ou une force d'emboîtage peuvent être mesurées. Les machines d'essais modernes disposent d'un logiciel de calcul approprié.

## Machine de traction dynamique
Pour réaliser certains essais, en particulier des essais à des vitesses rapides, il est d'usage d'utiliser des bâtis munis de vérins hydrauliques. Ces derniers permettent d'atteindre des vitesses de plusieurs m/s avec des courses de plusieurs dizaines de cm. Le pilotage du vérin est réalisé au moyen d'une servovalve commandée par un système de régulation de type PID.

## Traction par centrifugation
Une variante moderne des essais de traction est apparue en Allemagne en 2013 et consiste à utiliser la force centrifuge sur un assemblage pour générer une contrainte de traction. Lorsque la valeur limite de résistance à la traction (exprimée en MPa ou N) d'un assemblage ou d'un collage est égale à la force centrifuge appliquée, on génère la rupture de ceux-ci et enregistre la limite de rupture. L'avantage consiste à réaliser des tests en batterie sur plusieurs éprouvettes soumises à une contrainte strictement identique lors de l'essai.
La technologie Adhésion par Technologie de Test Centrifuge (CATT) brevetée en 2013 permet la détermination absolue des forces d'adhésion et de résistance mécanique à la traction ou au cisaillement des adhésifs, revêtements et composites. Le principe de CATT est d'appliquer directement une force (en N) qui augmente progressivement sur les éprouvettes à tester avec la vitesse de rotation du rotor, pour mesurer la contrainte mécanique par rapport à la force à rupture en temps réel.

## Extensomètre
Certaines machines de traction, équipées en option d'un extensomètre, permettent, à partir d'éprouvettes de forme « haltère », l'enregistrement des courbes effort-allongement, pour par exemple caractériser la souplesse des matériaux utilisés par la valeur de l'allongement à la rupture. Dans ce cas, la mesure des allongements ne peut plus être obtenue par la mesure du déplacement de la traverse : les extensomètres prennent en compte l'allongement entre deux repères (valeur de L0 de 10 à 50 mm, éventuellement prescrite par un document normatif) dans la partie centrale (calibrée) de l'éprouvette haltère.
Des caractéristiques d'extensibilité d'éprouvettes (modules de Young et sécant, allongement et contrainte à la rupture) peuvent être mesurées.

## Galerie

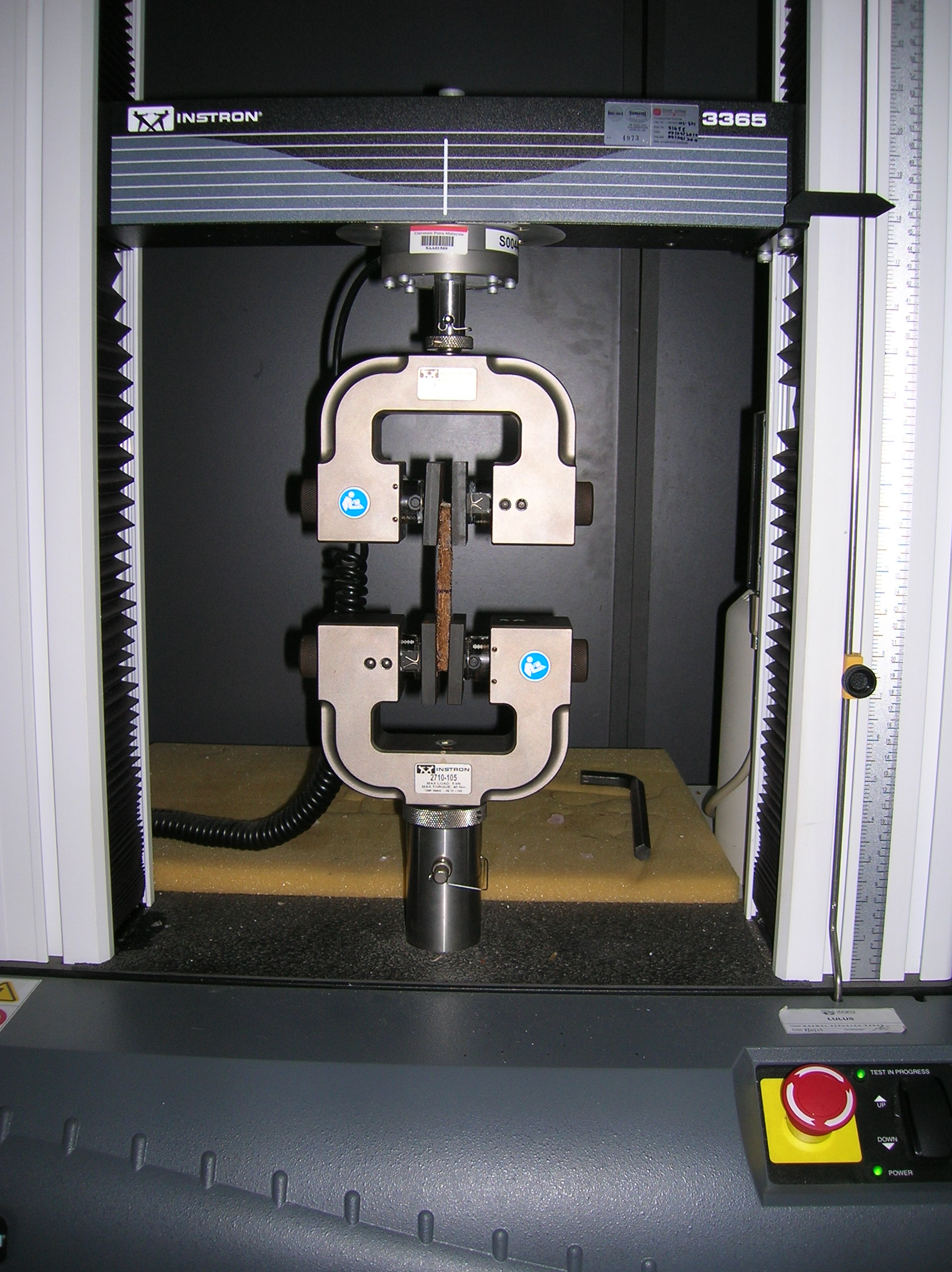
Essai de traction sur une éprouvette composite (fixée verticalement et centrée entre les mors).
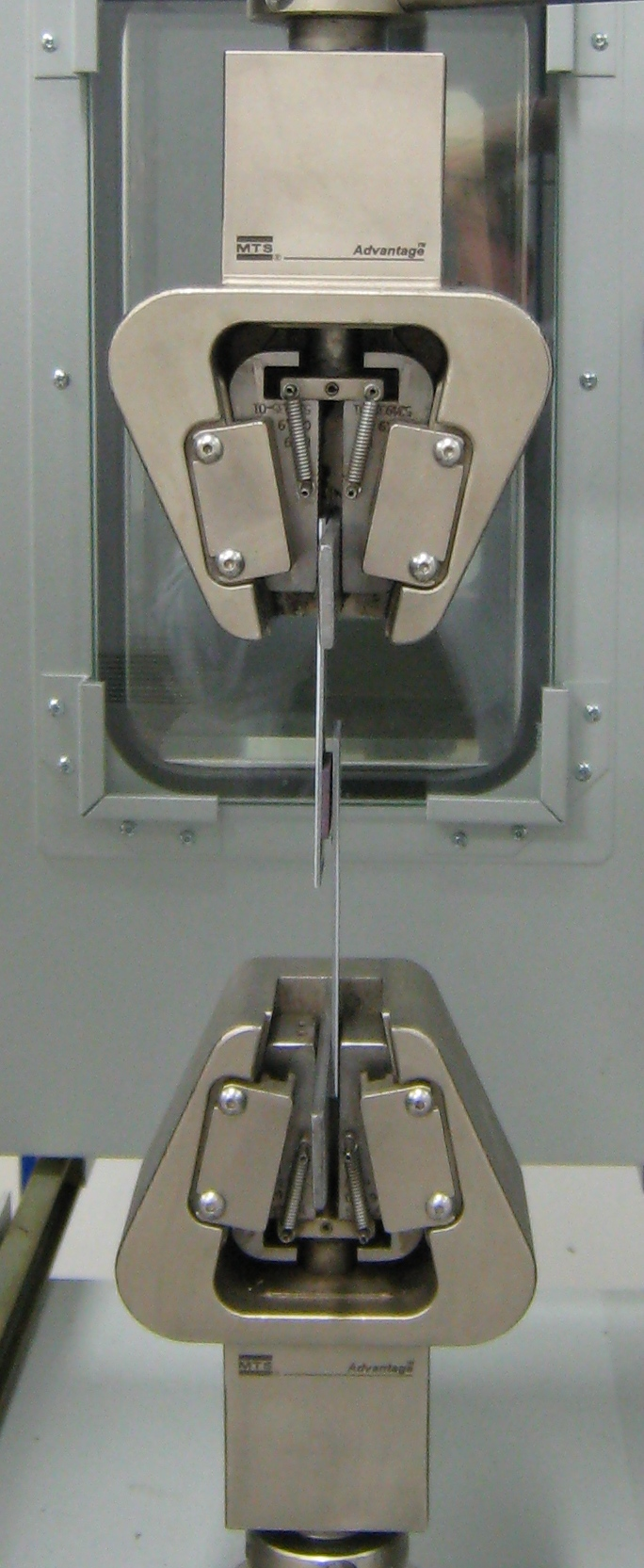
Attaches auto-serrantes et enceinte thermorégulée.
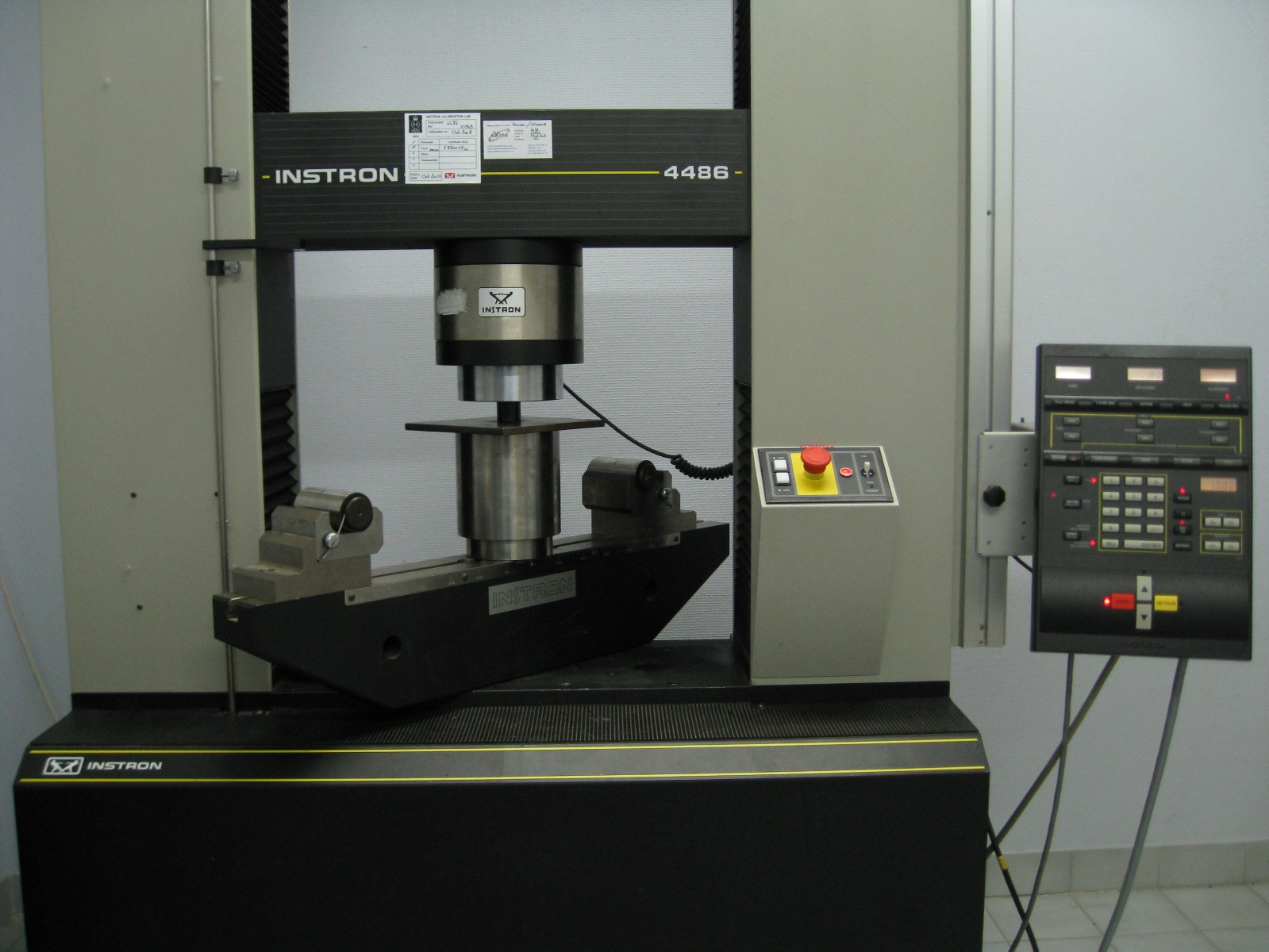
Essai de compression, nécessitant une machine renforcée et un capteur de force de capacité élevée.